# شهرستان تومارینسکی
شهرستان تومارینسکی (به لاتین: Tomarinsky District) یک شهرستان در روسیه است که در استان ساخالین واقع شده‌است.